# Bernard Blanchet
Bernard Blanchet (* 1. Dezember 1943 in Saint-Mars-la-Jaille, Département Loire-Atlantique) ist ein ehemaliger französischer Fußballspieler und Trainer.

## Spielerkarriere

### In seinen Vereinen
Bernard Blanchet spielte als Jugendlicher seit 1956 beim Amateurverein Stade Croisic und erregte früh das Interesse einiger namhafter Klubs. Von Racing Paris erhielt er um den Jahreswechsel 1960/1961 nach einem längeren Trainingslager eine Absage mit der Begründung, er sei für einen Profi zu klein. Ein halbes Jahr später hingegen warteten die Verantwortlichen des Zweitligisten FC Nantes sogar persönlich am Hafen von Le Croisic, bis die Schaluppe, auf der der begeisterte Angler während seines Urlaubs – zu dieser Zeit schloss Blanchet gerade seine Ausbildung als Maschineneinrichter ab – täglich unterwegs war, wieder einlief. Ab dem Sommer 1961 baute Nantes’ Trainer José Arribas ihn und andere Youngsters wie Philippe Gondet behutsam in die Ligamannschaft um Jean-Claude Suaudeau, Gabriel De Michèle, Gilbert Le Chenadec und Torwart Daniel Éon ein, der er dann dreizehn Jahre lang angehörte. Am Ende seiner zweiten Saison stiegen die Canaris – als „Kanarienvögel“ werden die Spieler in Frankreich seit dieser Zeit aufgrund ihrer gelben Trikots bezeichnet – in die erste Division auf und verstärkten sich gezielt mit Leuten, die zu Arribas' individuellem Verständnis des 4-2-4-Systems passten, so dem offensiven Jacky Simon, dem abwehrstarken Robert Budzynski sowie für das Mittelfeld Ramón Muller. Dieses Konzept hatte eine offensive, erfrischende und manchmal spektakuläre Spielweise zum Ziel, in der den Spielern Raum zur Entfaltung ihrer individuellen Fähigkeiten gelassen wurde, was der Trainer mit den Worten „Ich möchte meine Spieler nicht in einen taktischen Kokon einspinnen“, begründete. Dies war eine Vorgabe, in der der „quirlige Rechtsaußen“ Blanchet sich gut zurechtfand. Er war von seinen Gegenspielern schwer auszurechnen, weil er sowohl über den Flügel kommen und präzise nach innen flanken konnte, aber zunehmend auch einen direkten Zug zum Tor entwickelte, den er erfolgreich abzuschließen vermochte; so erzielte der bald von Fans und Mitspielern liebevoll als „kleiner Beluga“ bezeichnete Angreifer Ende 1962 in einem Punktspiel gegen Le Havre AC einmal drei Treffer – je einen mit dem linken und dem rechten Fuß sowie per Kopfball. das machte ihn für den FC Nantes zunehmend unverzichtbar.
Der Aufsteiger schloss die erste Saison als Tabellenachter ab und gewann in der folgenden (1965) überraschend den Meistertitel. Nach Saisonende urteilte der erfahrene Journalist Jean-Philippe Rethacker in France Football über Blanchet:

„Als Vorbereiter ist er schon sehr gut, … doch er braucht noch zwei Jahre, um auch seine Qualitäten als Torschütze zur vollen Entfaltung zu bringen. Aber schließlich ist er ja auch fast noch ein Kind.“

Den Meistertitel konnten die Canaris zwölf Monate später verteidigen und erreichten zudem das Endspiel im Landespokal; darin unterlag Nantes Racing Strasbourg mit 0:1. Auch in seiner weiteren Karriere blieb in den Pokalwettbewerben für Bernard Blanchet der ganz große Erfolg aus: er verließ bei zwei weiteren Endspielen um die Coupe de France den Platz als Verlierer (1970 nach einem 0:5 gegen die AS Saint-Étienne und 1973 nach 1:2 gegen Olympique Lyon), und auch in den europäischen Wettbewerben scheiterte der FC Nantes stets frühzeitig. Bis 1974 war Blanchet in sämtlichen 16 Spielen des FC Nantes in allen drei Europapokal-Varianten (Europapokale der Landesmeister, der Pokalsieger und UEFA-Pokal) zum Einsatz gekommen, in denen er auch drei Tore schoss.
In der Meisterschaft der Division 1 lief es für die Mannschaft besser: 1967 wurde sie Vizemeister und beendete auch in den fünf folgenden Jahren die Saison nie schlechter als auf Rang 10; Blanchet selbst wurde in dieser Zeit zum Nationalspieler (siehe unten), und als sich Ende der 1960er das Gesicht seiner Vereinself veränderte (unter anderem durch Neuzugänge wie Henri Michel, Roger Lemerre, Jean-Paul Bertrand-Demanes, Erich Maas und Patrice Rio), entwickelte er sich zu einem besonders erfolgreichen Torjäger. Dreimal nacheinander gehörte er zu den zehn treffsichersten Spielern der Liga: 1968/69 als 9. (13 Tore), 1969/70 auf dem 7. Platz (17) und 1970/71 auf Rang 10 (16). Bis in die Gegenwart ist der „Spätzünder“ Bernard Blanchet mit seinen 111 Punktspieltoren der erfolgreichste Torschütze der Canaris. 1973 gewann er seinen dritten französischen Meistertitel und wurde ein Jahr später auch noch einmal Vizemeister. Doch obwohl er in der letzten Spielzeit noch einmal elf Tore geschossen, „fast die gesamte Saison mit [s]einem Wackelknie gespielt“ und auf eine Vertragsverlängerung gehofft hatte, erfüllte Trainer Arribas ihm diesen Wunsch nicht, sondern setzte auf den blutjungen Loïc Amisse. Deshalb verließ der 30-Jährige den Verein, für den er 357 Spiele in der Division 1 bestritten hatte. Ab 1974 stürmte er für den Zweitligisten Stade Laval, und als er im Sommer 1976 zum Aufstieg dieses Klubs in die erste Division beigetragen hatte, beendete er seine Spielerlaufbahn.

### In der Nationalmannschaft
Zwischen April 1966 (0:3 gegen Belgien) und Juni 1972 (0:0 gegen Argentinien) stand Bernard Blanchet bei 17 Länderspielen in der französischen A-Nationalmannschaft; darin schoss er fünf Tore. Durch seine Leistung im zweiten Einsatz, einem denkwürdigen 3:3 gegen die UdSSR Anfang Juni 1966 in Moskau, in dem er den ersten Treffer der Bleus erzielte, verschaffte er sich einen Platz im französischen Aufgebot für die Weltmeisterschaftsendrunde in England. Doch während des Vorbereitungslehrgangs verdrehte er sich das Knie mit der Folge, dass Nationaltrainer Henri Guérin ihn kurzfristig ersetzen musste. Sein drittes Spiel ließ deshalb auch sechs Monate auf sich warten.
Zwischen Ende 1968 und Herbst 1971 setzte Frankreichs neuer Trainer Georges Boulogne Blanchet lediglich in zwei internationalen Begegnungen ein; dann allerdings wurde der Stürmer wieder regelmäßig aufgestellt und trug in sieben der neun folgenden Spiele den blauen Dress, auch bei der „Mini-Copa“ anlässlich des 150. Jahrestages der brasilianischen Unabhängigkeit. Danach experimentierte Georges Boulogne bis zu seinem Amtsende Mitte 1973 auf der rechten Außenposition mit wechselnden Stürmern (Georges Lech, Louis Floch oder Charly Loubet), berücksichtigte Blanchet hingegen nicht mehr. Dieser hat auch zwei Begegnungen gegen Mannschaften aus dem deutschsprachigen Raum bestritten, nämlich im September 1968 beim 1:1 gegen Deutschland und im Mai 1970 gegen die Schweiz; bei diesem 1:2 in Basel wurde er allerdings erst zwei Minuten vor dem Abpfiff für Serge Chiesa eingewechselt.

## Trainerlaufbahn
Die Trainertätigkeit hat Bernard Blanchet ausschließlich im Amateur- und Jugendbereich ausgeübt; dabei war er immer bei Vereinen nahe der Loire-Mündung tätig, zunächst im Département Vendée in Les Sables-d’Olonne (1976/77) und Saint-Gilles-Croix-de-Vie (1977 bis 1981). Dann kehrte er nach Nantes zurück und trainierte dort den RAC Cheminots Nantes, anschließend die C-Jugend des FC Nantes (1984/85) und von 1985 bis 1987 die Herren des AC Saint-Nazaire. Danach war er über viele Jahre als Talentspäher für „seine Canaris“ auf den Sportplätzen der Region unterwegs.

## Palmarès
- Französischer Meister: 1965, 1966, 1973 (und Vizemeister 1967, 1974)
- Französischer Pokalsieger: Finalist 1966, 1970, 1973